# كورتيس أوفوري
كورتيس أوفوري (بالإنجليزية: Curtis Ofori)‏ هو لاعب كرة قدم أمريكي، ولد في 20 نوفمبر 2005 في هوبويل جونكشن في الولايات المتحدة. لعب مع نيو يورك ريد بولز 2.